# Thelotrema guaiquinimae
Thelotrema guaiquinimae är en lavart som beskrevs av Sipman 1992. Thelotrema guaiquinimae ingår i släktet Thelotrema och familjen Thelotremataceae.   Inga underarter finns listade i Catalogue of Life.